# Hans Braun (Sänger)
Hans Braun  (* 14. Mai 1917 in Wien; † 2. Mai 1992 ebenda) war ein österreichischer Opernsänger (Bariton).

## Leben
Braun war Mitglied der Peterlini-Sängerknaben. Er studierte bei Hermann Gallos und Hans Duhan an der Wiener Musikakademie. 1938 hatte er sein Debüt. Von 1943 bis 1945 hatte er ein Engagement am Stadttheater Königsberg (heutiges Kaliningrad) und anschließend wurde er Mitglied der Wiener Staatsoper, der er bis 1979 angehörte.
Braun gastierte an vielen europäischen Opernhäuser wie in London, Mailand, Neapel, Florenz, Berlin, München und Hamburg, weiters trat er bei den Salzburger und den Bayreuther Festspielen auf.
Mit der Berufskollegin Dagmar Hermann ging Braun eine kurzzeitige Ehe ein.
Er wurde auf dem Wiener Zentralfriedhof (31A-2-34) beerdigt.

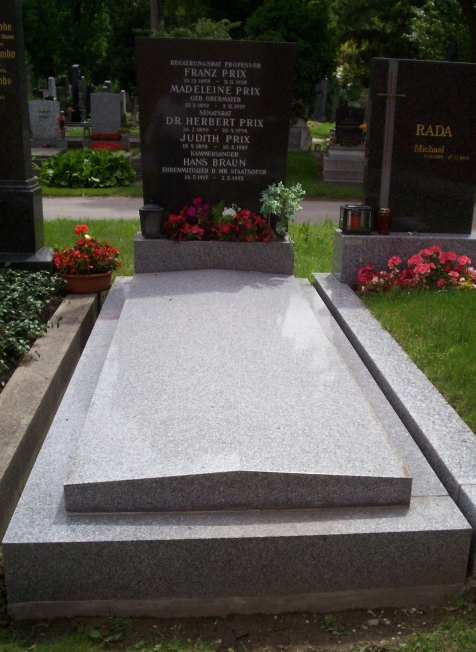
Grabstätte Hans Brauns auf dem Wiener Zentralfriedhof

## Auszeichnungen
- 1965: Österreichisches Ehrenkreuz für Wissenschaft und Kunst I. Klasse
- 1977: Ehrenmitglied der Wiener Staatsoper